# Свети Николай (Сятища)
„Свети Николай“ (на гръцки: Ιερός Ναός Αγίου Νικολάου Σιάτιστας) е православна енорийска църква в град Сятища, Егейска Македония, Гърция, част от Сисанийската и Сятищка епархия на Вселенската патриаршия.
Храмът е построен в южната махала Герания, северно от „Света Параскева“ на мястото на по-стара църква, изградена през 1743 година при управлението на Зосим II и посветена на Свети Николай и Свети Спиридон. Основният камък на днешния храм е положен на 24 юни 1927 година при митрополит Агатангел. Църквата е изписана и осветена на 6 декември 1937 година от митрополит Диодор. Строежът е финансиран от сятищани, сред които и емигранти в САЩ. Архитект на храма е училият в Цариград архитект Емануил Маламас, син на свещеник от Сятища. Иконостасът не е резбован, а иконите на него са от 1937 година, дело на Йоанис Д. Мацингос. Изписването на стенописите в 1937 година е платено от Михаил Кукулидис. Други благодетели на църквата са Димитриос Панайотиу Гравас и Георгиос Атанасиу Гравас, които в 1963 година изграждат камбанариите, Николаос и Екатерини Тирнас, които, наред с други, изграждат в 1978 година енорийския център, Константинос и Елени Папаниколау, котио в 1999 година изграждат пейките на храма, Апостолос Сясиос, който през 2001 година купува 12 полилея.
Енорията е основана около 1700 година и обхваща естествените граници на Герания. Освен енорийската „Свети Николай“ обхваща още 13 храма от „Света Параскева“ (1677) до „Свети Серафим Саровски“ (2002).